# Kamienna Góra (Pasmo Sieradowickie)
 Kamienna Góra  (378 m n.p.m.) – wzgórze w Polsce w Górach Świętokrzyskich w Paśmie Sieradowickim.
Na szczycie wzgórza znajduje się punkt triangulacyjny.